# Pasquale Antonio Fiorella
Il conte Pasquale Antonio Fiorella, francesizzato in Pascal Antoine Fiorella (Ajaccio, 7 febbraio 1752 – Ajaccio, 3 marzo 1818), è stato un generale francese.
Concittadino di Napoleone Bonaparte, viene ricordato come un militare irruente e un po' guascone. Militò nella lunga Campagna d'Italia, agli ordini di Napoleone, di Macdonald e di Moreau, partecipando alla maggior parte degli scontri.
Fu protagonista della presa di Cuneo, nella notte tra il 28 e il 29 aprile 1796; sostituì il comandante di divisione Sérurier nella battaglia di Castiglione e venne preso prigioniero durante le prime fasi della battaglia di Rivoli.
Dopo l'inarrestabile avanzata delle truppe austro-russe comandate dal generale Suvorov, Moreau gli affidò l'estrema difesa di Torino, che culminò con la rivolta dei torinesi che aprirono le porte della città alle truppe austro-russe. Nonostante l'arrivo delle truppe austro-russe in città, Fiorella trovò rifugio nella Cittadella di Torino e, nel corso della notte del 26 maggio 1799, ordinò di cannoneggiare la capitale piemontese. Il comando austro-russo riuscì a far cessare il cannoneggiamento inviando una delegazione da Fiorella, ricordandogli la slealtà di un'azione simile, commessa contro una città inerme. Gli alleati iniziarono ad assediare la fortezza torinese, costringendo Fiorella alla resa: la Cittadella cadde il 20 giugno 1799.
Nel 1804 ottenne la nomina a generale di divisione e senatore del Regno d'Italia e, l'anno seguente, si sposò con la sedicenne milanese Maria Felicita Gaetti, dalla quale avrà le figlie Maria Maddalena e Felicita Apollonia. Dalla prima moglie, Amélie Gorlier, si era separato nel 1791.
Nel 1810, dopo aver ricevuto le nomine a conte dell'impero e grand'ufficiale della Legion d'Onore, si trasferì ad Ajaccio con la famiglia, dove visse i suoi ultimi anni.
Il suo nome è inciso nella 21ª colonna, sotto l'Arc de Triomphe de l'Étoile a Parigi.